# سری ایندی‌کار فصل ۲۰۲۵
سری ان‌تی‌تی ایندی‌کار ۲۰۲۵ قرار است صد و چهاردهمین فصل رسمی مسابقات قهرمانی مسابقات چرخ باز آمریکا و سی امین فصل تحت برگزاری با عنوان رسمی سری ایندی‌کار باشد. همچنین قرار است در این فصل صد و نهمین رویداد مسابقات ایندیاناپلیس ۵۰۰ خواهد بود.
الکس پالو، راننده چیپ گاناسی ریسینگ به عنوان مدافع عنوان قهرمانی وارد فصل خواهد شد، در حالی که راننده تیم پنسکی، جوزف نیوگاردن مدافع برد در مسابقه ایندیاناپولیس ۵۰۰ است.

## پیش‌زمینه و اخبار
پس از تمدید نشدن قرارداد تلویزیونی ایندی‌کار با ان‌بی‌سی اسپورتس در سال ۲۰۲۴، این مسابقات قرارداد جدیدی را با فاکس اسپورتس امضا کرد که طبق آن تمامی مسابقات در شبکه‌های شرکت پخش همگانی فاکس پوشش داده شود.

## ورودی‌های تأیید شده
تیم‌ها، ورودی‌ها و رانندگان زیر برای رقابت در فصل ۲۰۲۵ سری ایندی‌کار قرارداد دارند. همه تیم‌ها از شاسی دلارا دی‌دبلیو ۱۲ با کیت بدنه ۲۰۱۸ و لاستیک‌های فایرستون استفاده خواهند کرد.